# Johann Philipp Graumann
Johann Philipp Graumann auch Gravmann (* evtl. 1690 oder um 1706 evtl. in Braunschweig; † 22. April 1762 in Berlin) war ein braunschweig-wolfenbüttelscher Experte des Geld- und Münzwesens, Geldtheoretiker, Münzmeister und -kommissar sowie preußischer Finanzpolitiker. Er galt als einer der bedeutendsten deutschen Geldtheoretiker seiner Zeit.:81 Ab den 1760er Jahren war der Graumannsche Münzfuß (mit Einführung des preußischen Reichstalers) praktisch in ganz Nord- und Mitteldeutschland verbreitet und bildete im 19. Jahrhundert die Grundlage für die Einführung eines einheitlichen deutschen Münzsystems.

## Leben
Graumanns Geburtsort ist unsicher, wie seine Ausbildung. Möglicherweise stammte er aus Braunschweig. Er absolvierte eine kaufmännische Ausbildung, war Kaufmann und soll nach einer Mitteilung von Abraham Gotthelf Kästner die kaufmännische Kettenregel in Hamburg bekannt gemacht haben. Zwischen 1730 und 1733 könnte er sich in Hamburg aufgehalten haben, da dort in dieser Zeit Schriften von ihm erschienen. Er hielt sich auch längere Zeit in den Niederlanden auf, wo er 1737 in Amsterdam das Buch Het licht des koopmans publiziert, das hauptsächlich Kurszettel zum Wechseln behandelte. Er widmete sein Buch dem Amsterdamer Bürgermeister Daniel Hooft.
Im November 1741 wurde er von Karl I. (Braunschweig-Wolfenbüttel) zum Kommissar in Braunschweig ernannt und mit der Aufgabe der Verbesserung der herzoglichen Einkünfte und des Handels beauftragt. Er hatte den Titel eines Geheimen Kommerzienrats. Im Januar 1742 wurden ihm die Münzbeamten unterstellt und 1747 wurde von ihm die ganze Münzstätte reformiert. Graumann prägte neue Goldmünzen, die sogenannten Karl d’or im Wert von fünf Reichstalern. 1748/9 war er in Spanien und schrieb an seiner Abhandlung Abdruck von einem Schreiben, die Deutsche und anderer Völcker Münzverhältnisse... betreffend, wobei er seine neuen Vorschläge in den Paragraphen 189–206 auseinandersetzte.
Berlin
Graumann beeindruckte mit seiner Denkschrift von 1749, seinen Kenntnissen und Ideen auch den preußischen König Friedrich II. Er holte ihn schon 1749 nach Berlin und ernannte Graumann am 23. Januar 1750 zum geheimen Rat für Finanzen, das Militärwesen und die königlichen Besitzungen (Domänen), sowie Geschäftsführer aller Münzstätten. Als Generalmünzmeister wurde er vom preußischen König mit der Reform des preußischen Münzsystems beauftragt. Sein Gehalt betrug mit 6000 Reichstalern das Sechsfache seines Gehalts in Braunschweig. Graumann wandelte die sieben preußischen Münzstätten (Berlin, Breslau, Kleve, Aurich, Königsberg, Magdeburg und Stettin) in Staatsbetriebe um und die dort Beschäftigten in preußische Beamte (ohne die vorher damit verbundenen Nebenverdienste) und entwickelte ein Münzsystem, das auf dem heute sogenannten Graumannschen Münzfuß basiert. Der veraltete und teurere Leipziger Münzfuß wurde am 14. Juli 1750 aufgegeben (siehe Graumannsche Münzreform in Preußen). 1750 heiratete Graumann in Berlin, wo er später im Palais am Festungsgraben wohnte (Die Münzanstalten selbst waren in der Unterwasserstraße und der Münzstraße.)
Zu seinen Aufgaben gehörte als Erstes, einen durchführbare Münzfuß zu schaffen, zweitens war die Gewinnung eines hohen Schlagschatzes durch Verbreitung der preußischen Münzen auf die Nachbarländer zu erstreben, und drittens sollten die Wechselkurse zu Gunsten Preußens gestaltet werden. Für einen hohen Schlagschatz, also einen hohen Reingewinn des Staates bei der Ausgabe und Prägung der Münzen (eventuell durch Verminderung des Edelmetallgehalts) hatte er sich schon in seinen Schriften ausgesprochen.
Ab 1750 wurden danach in Preußen Scheidemünzen wie Vier- und seit 1753 Achtgroschenstücke (guter Groschen) nach neuem, billigem Fuß geprägt. Preußische Friedrich d’or, silberne Reichstaler und Pistolen sollten die holländischen Dukaten, beziehungsweise Albertustaler, im Baltischen Getreide- und Leinenhandel verdrängen. Schlechtes Geld sollte entfernt werden und Silber eingeführt werden für den Außenhandel und die Königlich-Preußische Asiatische Compagnie in Emden. Graumann stellte in Aussicht, für den Staat hohe Münzgewinne erzielen zu können und Berlin sollte zum größten Wechselplatz Mittel- und Nordeuropas werden und den Bankier- und Münzgewinn den Holländern abnehmen. Auf diese Weise dachte Graumann Preußen zum Zwischenhändler und Münzmeister eines Teiles von Europa zu machen. Friedrich machte sich diese Gedanken eigen, war aber wie der Ökonom, Historiker und Numismatiker Friedrich von Schrötter später meinte, in den Einschätzungen vorsichtiger. In das politische Testament schrieb er noch, nachdem er zunächst erwähnte, dass es damals in Preußen keinen geeigneten Finanzexperten gab:

„Ich hörte von Graumann reden und ließ ihn daraufhin kommen. Seine Grundsätze sind folgende:  Die Metalle sind eine Ware. Der Staat, der sie am höchsten bezahlt, kann am meisten davon bekommen. Wer den Preis der Mark Silber bis 15 Taler hinauftreibt, wird der einzige sein, der Silber prägt. Und vermittelst der Münze wird er Gold erhalten, soviel er will. Das wirkliche Verhältnis von Gold zu Silber ergibt sich dadurch, daß man alle Wechselkurse von Europa vergleicht und eine Zahl ausmittelt, die in allen Fällen paßt. Das ist die Mark zu 15 Talern. Nach diesem Plan arbeiten wir. Es ist geplant, Münzstätten in Königsberg, Stettin, Breslau, zwei in Berlin, eine in Magdeburg, eine in Cleve, eine in Aurich und eine in Neuchâtel zu errichten. Die kleine Berliner Münze prägt nur kleine Geldsorten mit neun Prozent Gewinn. Dafür kauft man Gold und Silber zu höherem Preise, wodurch man noch 5 vom Hundert gewinnt. Sobald diese Münzstätten alle eingerichtet sind, wird man jährlich 20 Millionen prägen können, also etwa soviel wie die Bilanzen, die Portugal und Spanien jährlich an Europa zahlen. Die Folgen dieser Einrichtung sind, daß wir den Wechselkurs an uns ziehen, da wir die einzigen sind, die Münzen prägen. Wer Silbersendungen zu machen hat, wird sich an uns wenden müssen, und nota bene, dieser günstige Wechselkurs ist das allerhöchste Glück für einen Staat.“

Alle Bemühungen Graumanns in den folgenden Jahren waren dem Ziel gewidmet, den Kurs der Preußischen Münzen hoch zu halten und den Wechselkurs fremder Münzarten herabzusetzen. Er verzehnfachte das Münzpersonal; es fehlte Graumann aber an Münzmaterial.
Es gelang weder den Wechselkurs hoch zu halten, was vor allem die Berliner Importeure benachteiligte (und die Edelmetallimporte verteuerte), auch wenn es für Exporteure vor allem in Schlesien von Vorteil war, noch konnte der Bimetallismus oder die Vorstellung eines Gewinns (Schlagschatz) bei Ausdehnung des preußischen Münzsystems auf vor allem die östlichen Nachbarländer aufrechterhalten werden, die eher bei ihren gewohnten Münzen blieben. Die Folgen – zumal bei der vermehrten Ausgabe von Scheidemünzen, mit denen die Münzstellen reagierten – waren vielmehr dass Gold und Silber das Land verließ und der Schlagschatz immer kleiner wurde.:272ff
Auch die gleichfalls mit dieser Münzreform verfolgte Absicht, Gold dadurch zu niedrigeren Preisen ankaufen zu können, so dass man die Pistole, die mit 5 Konventionstalern bezahlt wurde, 5 preußischen Thalern gleichsetzen konnte, wurde bei dem vorwiegend internationalen Charakter des Goldgeldes nicht erreicht.
In Preußen formierte sich inzwischen Widerstand gegen den von Graumann verfolgten Plan der Gründung einer Girobank in Berlin (Vorschlag von Graumann 1752, um die Abhängigkeit insbesondere von Hamburg zu verringern).:81 Kaufleuten und Regierungsbeamten war von Friedrich befohlen worden, Graumann bei den Bankplänen zu unterstützen, sie kamen aber im persönlichen Umgang nicht mit ihm zurecht.:81 Er sah sich nicht als preußischer Beamter und verhielt sich auch nicht so, und es gab Gerüchte um Ausschweifungen und Trunksucht, die auch dem König zu Ohren kamen.:72f Die Gegner des Bankenplans argumentierten, dass das Handelsvolumen dafür in Berlin im Vergleich zu Hamburg oder Amsterdam zu gering sei und eine solche Bank eventuell Sinn in Stettin machen würde. Als der König, der unter anderem bei Samuel von Cocceji zusätzliche Gutachten eingeholt hatte, trotzdem die Gründung befahl, organisierten Graumanns Gegner (zu denen auch die Hamburger Kaufleute gehörten) 1754 eine Konferenz, auf der sie ihm die Kompetenz für die Bankengründung absprachen. Das blieb auf Friedrich den Großen nicht ohne Eindruck, der außerdem mit dem Gewinn der Münzprägeanstalten unzufrieden war (die ursprünglichen Pläne zur Herabsetzung der Münzkosten waren im damaligen merkantilistischen Geldsystem nicht durchführbar), so dass er Graumann 1754 ohne Gehalt in seinem Amt entmachtete, ihn aber nicht entließ. Als er 1762 starb, hatte er den Titel eines Finanzrats. Er hinterließ eine Witwe, die eine geborene Hesse war.
Am Anfang des Siebenjährigen Krieges stieg der Geldbedarf des Königs stark an. Er stimmte der ersten Verringerung des Edelmetallgehaltes seiner Münzen zu, um einen möglichst hohen Münzgewinn zu bekommen. Der Graumannsche Münzfuß wurde verlassen. Ein Konsortium aus Herz Moses Gompertz, Moses Isaac und Daniel Itzig (wozu später Veitel Heine Ephraim kam) wurde Pächter aller Preußischen Münzprägeanstalten. Sie produzierten Millionen von Ephraimiten und andere Scheidemünzen, wobei sie mit geheimem Einverständnis des Königs ständig den Münzfuß senkten (der erzielte Schlagschatz trug mit 17 Prozent zur Finanzierung der Kosten des Siebenjährigen Krieges in Höhe von rund 169 Millionen Talern bei).:91f Das preußische Geld kam dadurch immer mehr im eigenen Land und im Ausland in Verruf. 1762 kam Friedrich zu der Einsicht, dass die Versuche neue Scheidemünzen einzuführen, gescheitert waren. Die Münzverschlechterung, der Mangel an Kurantgeld, und eine Fülle an Wechselbriefen hatte im August 1763 noch große Auswirkungen und einer Finanzkrise an den Handelsplätzen in Amsterdam, Hamburg, Berlin und Leipzig. Am 29. März 1764 wurde der Graumannsche Fuß mit einem von Martin Kröncke erarbeiteten neuen Münzedikt wieder hergestellt; Bimetallismus und Schlagschatz wurden aufgegeben.:273  Auch Graumann arbeitete später mit Ephraim zusammen, auch nach dem Zerfall des Konsortiums (1760 waren nur noch Isaac und Ephraim übrig).:94
Graumann wurde von seinen zeitgenössischen Gegnern als Phantast dargestellt, aber mit einer geringfügigen Abweichung blieb dieser Münzfuß bis 1907 in Deutschland bestehen. Nach Schrötter war Graumann nächst dem König der geniale Schöpfer des modernen preußischen Münzsystems:73 und nach Wilhelm Treue der bedeutendste deutsche Geldtheoretiker seiner Zeit, so ideenreich wie John Phillip Law.:81 Nach Arthur Suhle war er von gewaltigem Optimismus und Selbstbewusstsein, seine Arbeiten von einem gewissen großartigen Zug, er selbst zwar von kaufmännischem Talent und Fleiß, aber ungeduldig und wie Law ständig voller neuer Pläne, die er präsentierte, ohne die alten zu Ende zu führen.

## Werke
- Nieder-Elbischer Arbitrage-Tractat, Oder Der Stadt Hamburg In- und Ausländischer Neu-blühender Wechsel: Worinnen von Hamburgischen Geld-Reductionen, Agio-Rechnungen und Geld-Arbitragen; … Nebst beygefügten Curieusen Universal-Reguln, … / hauptsächlich gehandelt … Ausgefertiget und an das Licht gestellet durch J. P. Graumann. Hamburg: Heuß, 1730.digitalisate.sub.uni-hamburg.de
- Johann Philipp Graumann: Europäischer Arbitrage-Tractat, oder, Neu-blühender Kauffmanns-Wechsel: worinnen von Geld-Reductionen, Agio-Rechnungen und Geld-Arbitragen überhaupt, insonderheit Hamburgischen … nebst beygefügten curieusen Universal-Reguln … gezeiget wird. C. J. Fritsch, Hamburg / Leipzig 1731.
- Erster Theil der neu und auserlesenen Arithmetischen Geld-Tabellen, zum Nutzen Theils insonderheit derer Herren Kauff-Leute, welche Messen besuchen und Gelder ausser Landes remittiren, Theils überhaupt aller dererjenigen die mit Geld-Einnahme und Ausgabe zu schaffen haben, abzielend, dem Publico offeriret von J. P. Graumann. Hamburg, 1731.
- Zweyter Theil derer Neu- und Auserlesenen Arithmetischen Geld-Tabellen, zum Nutzen derer Herren Kauff-Leute und Wechsler, uberhaupt aber aller dererjenigen, die mit Geld-Einnahme und Ausgabe zu schaffen haben, abzielend, dem Publico offeriret von J. P. Graumann. Harder, Hamburg 1734.
- Het licht des koopmans: bestaande in I. wissel-arbitragie-tafels ... Ratelband, Amsterdam 1737. Licht des Kaufmanns, Berlin 1754, Digitalisat, Universitätsbibliothek Halle
- Abdruck eines Schreibens, die Teutsche und anderer Völker Münzverfassung, insonderheit die hochfürstliche Braunschweigische Münze zu den Annehmlichkeiten betreffend. 1749.
- Vernünftige Vertheidigung des Schreibens die Teutsche und anderer Völker Münzverfassung. Berlin 1752.
- Gesammelte Briefe von dem Gelde; von dem Wechsel und dessen Cours; von der Proportion zwischen Gold und Silber; von dem Pari des Geldes und den Münzgesetzen verschiedener Völker; besonders von dem Englischen Münzwesen. Voß, Berlin 1762.